# Meadow Woods
Meadow Woods is een plaats (census-designated place) in de Amerikaanse staat Florida, en valt bestuurlijk gezien onder Orange County.

## Demografie
Bij de volkstelling in 2000 werd het aantal inwoners vastgesteld op 11.286.

## Geografie
Volgens het United States Census Bureau beslaat de plaats een oppervlakte van
29,6 km², waarvan 29,5 km² land en 0,1 km² water.

## Plaatsen in de nabije omgeving
De onderstaande figuur toont nabijgelegen plaatsen in een straal van 16 km rond Meadow Woods.